# McDonnell Douglas MD 600N
Die MD 600N ist ein achtsitziger, einmotoriger Hubschrauber mit Turbinenantrieb, des US-amerikanischen Herstellers MD Helicopters.

## Entwicklung
Bei der MD 600N handelt es sich um eine Weiterentwicklung der MD 500N.

## Technik
Die MD600N wird von einer, mit einem digitalen Steuersystem (FADEC-Full Authority Digital Engine Control) ausgestatteten, Allison 250-C47M Wellenturbine angetrieben, verfügt über einen Sechsblatt-Hauptrotor und, anstelle eines herkömmlichen Heckrotors, über ein NOTAR-System zum Drehmomentausgleich. Dadurch ist dieser Hubschrauber auch einer der leisesten seiner Klasse mit einem Schalldruckpegel von nur 79 dB (im Vorbeiflug). Als Landegestell ist ein Kufenfahrwerk mit eingebauten Dämpfern verbaut.

## Vergleichbare Hubschraubertypen
- Agusta A119
- Bell 407
- Eurocopter EC 130